# 佳能 EOS M
佳能 EOS M是佳能公司第一款无反光镜可换镜头相机产品，于2012年6月推出。其采用了全新的EF-M卡口，具备18mm法兰距。
佳能公司于2013年12月推出了后续机型佳能 EOS M2。

## 机型设计

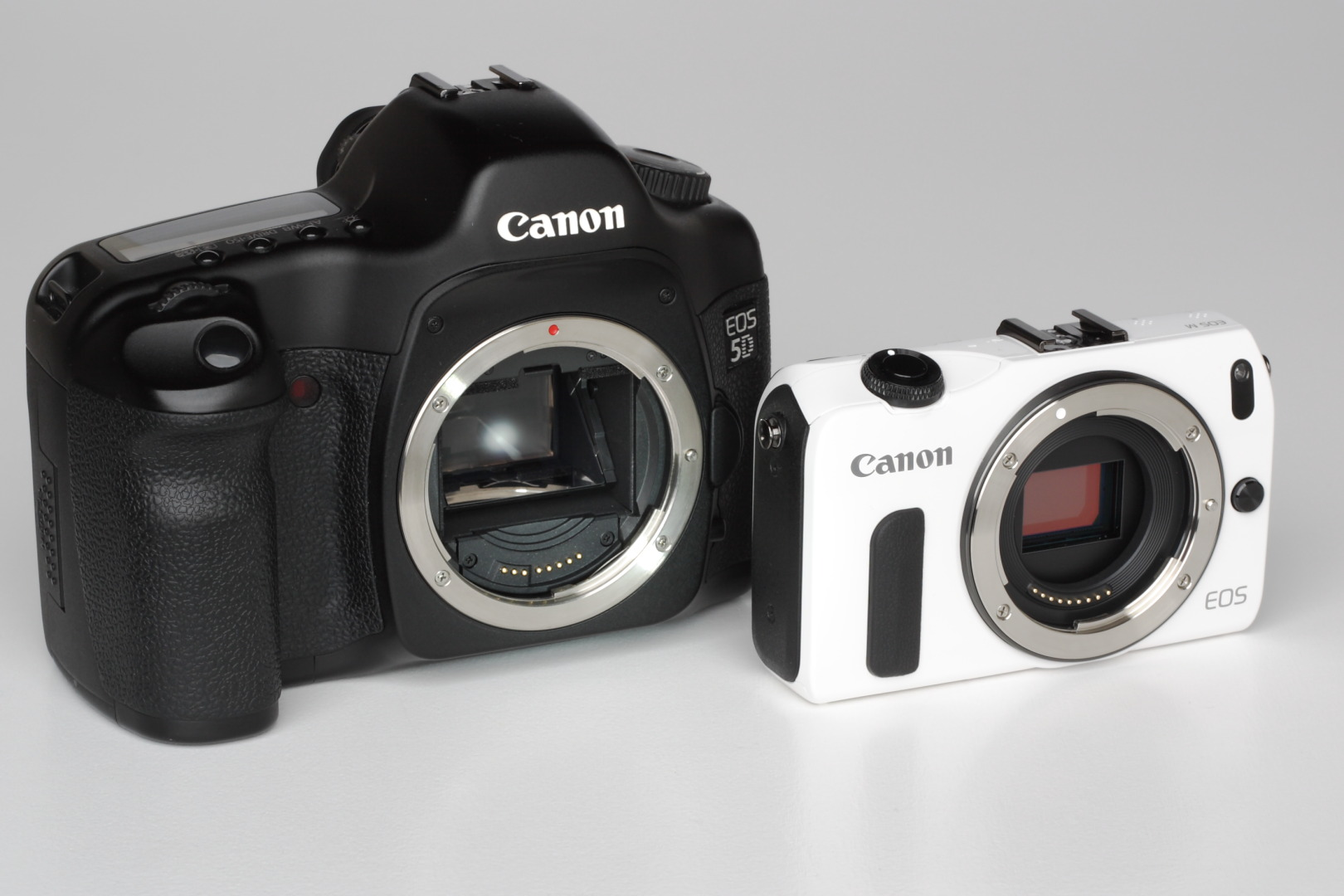
佳能 EOS 5D 与EOS M机身对比

佳能 EOS M 机身类似长方体，尺寸约为 109mm(W) x 67mm(H) x 32mm(D)。转角圆润，过度采用较多曲线设计。
配置1800万像素，APS-C规格的CMOS传感器，但类似佳能公司其他产品，焦距转换率为1.6x；处理器为DIGIC 5；背部为不可翻转的3英寸可触控液晶螢幕，可以实现触控对焦拍摄。整体配置更像是小型化的佳能 EOS 650D。
机身具备热靴接口，可以使用佳能SPEEDLITE系列闪光灯，也可以使用其他附属产品如GPS记录器等。
能源采用新款轻薄型的锂离子电池LP-E12，具备850mAh容量。其随后也在佳能 EOS 100D和续作佳能 EOS M2中使用。
提供了黑、白、红、银共4色可选。于2013年4月开始提供限量版蓝色机型（BayBlue）。

## 镜头
佳能 EOS M 使用的是全新的EF-M卡口，相应的镜头之前是空白。佳能公司在发布初期提供了两枚镜头：
- EF-M 18-55mm F3.5-5.6 IS STM
- EF-M 22mm F2 STM  为一枚饼干镜头

于2013年6月追加提供了一枚广角变焦镜头
- EF-M 11-22mm F4-5.6 IS STM

2014年6月，追加一枚望远变焦镜头
- EF-M 55-200mm F4.5-6.3 IS STM

同时，可以使用另购的转接环产品 『EF-EOS M』，来转接使用EF和EF-S，以及其他兼容镜头。
得益于18mm的法兰距，也可以转接一些M卡口或者C卡口的手动镜头。

## 附件

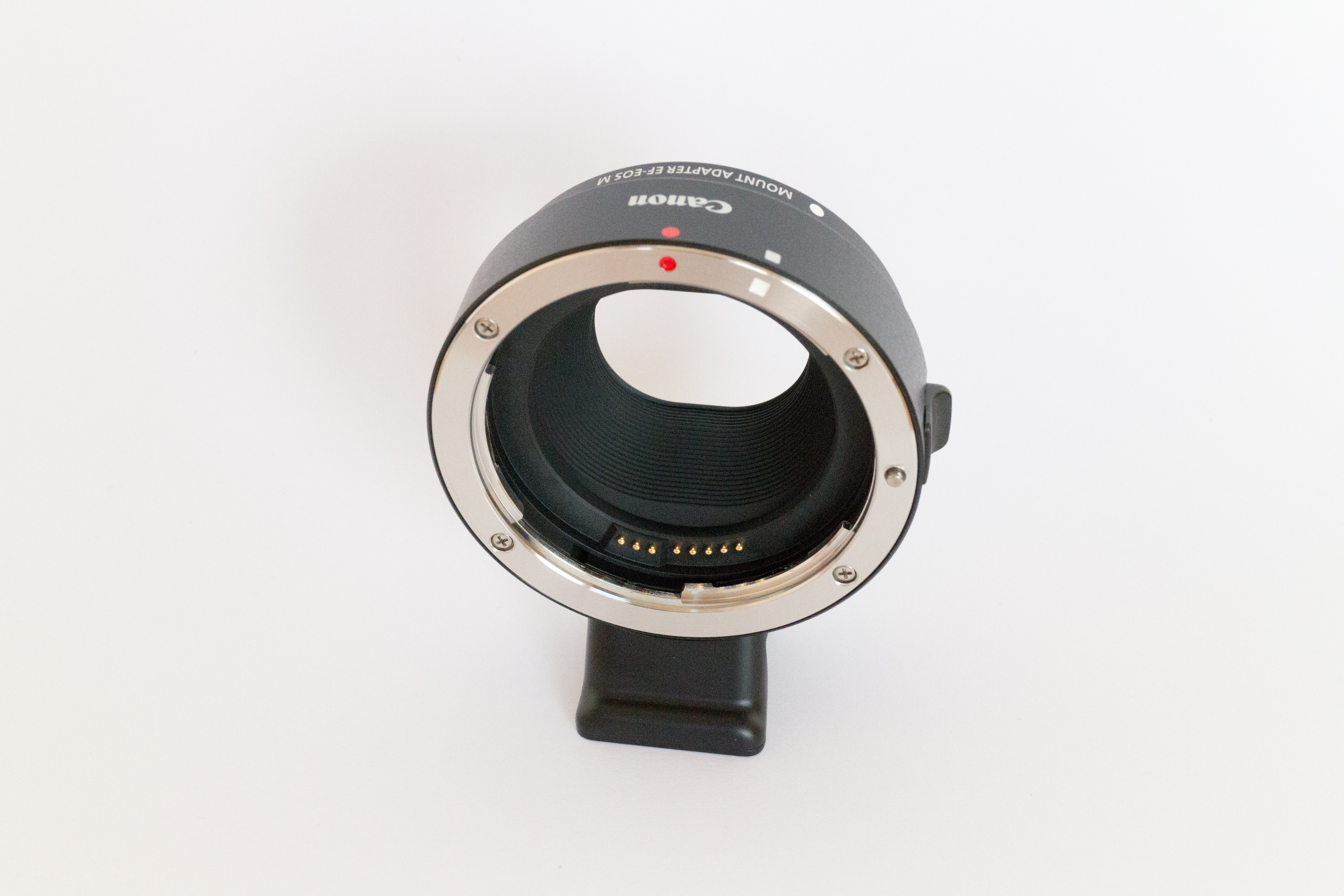
转接环 EF-EOS M，无机械传动结构，全电子化设计

佳能 EOS M 可选附件：
- SPEEDLITE系列闪光灯
  - SPEEDLITE 90EX

此为套装中随附的小灯，可作为主控使用。
- 转接环 EF-EOS M
- GPS记录器 GP-E2
- 机身套 EH23-CJ
- 相机背带 EM-E1
- 相机腕带 ER-E1

## 市场
佳能公司为EOS M在日本选择新垣结衣与妻夫木聪作为代言人，在台湾则启用柯震东拍摄代言广告。
佳能 EOS M 初期投放价格较高，北美市场22mm套机售价$799.99，欧洲售价£770/€850，而日本地区价格为79800円。大陆地区18-55mm套机售价则为5100元。但是在上市约一年时间内，产品售价在全球各市场都出现戏剧性的下滑。